# Zamek w Chęcinach

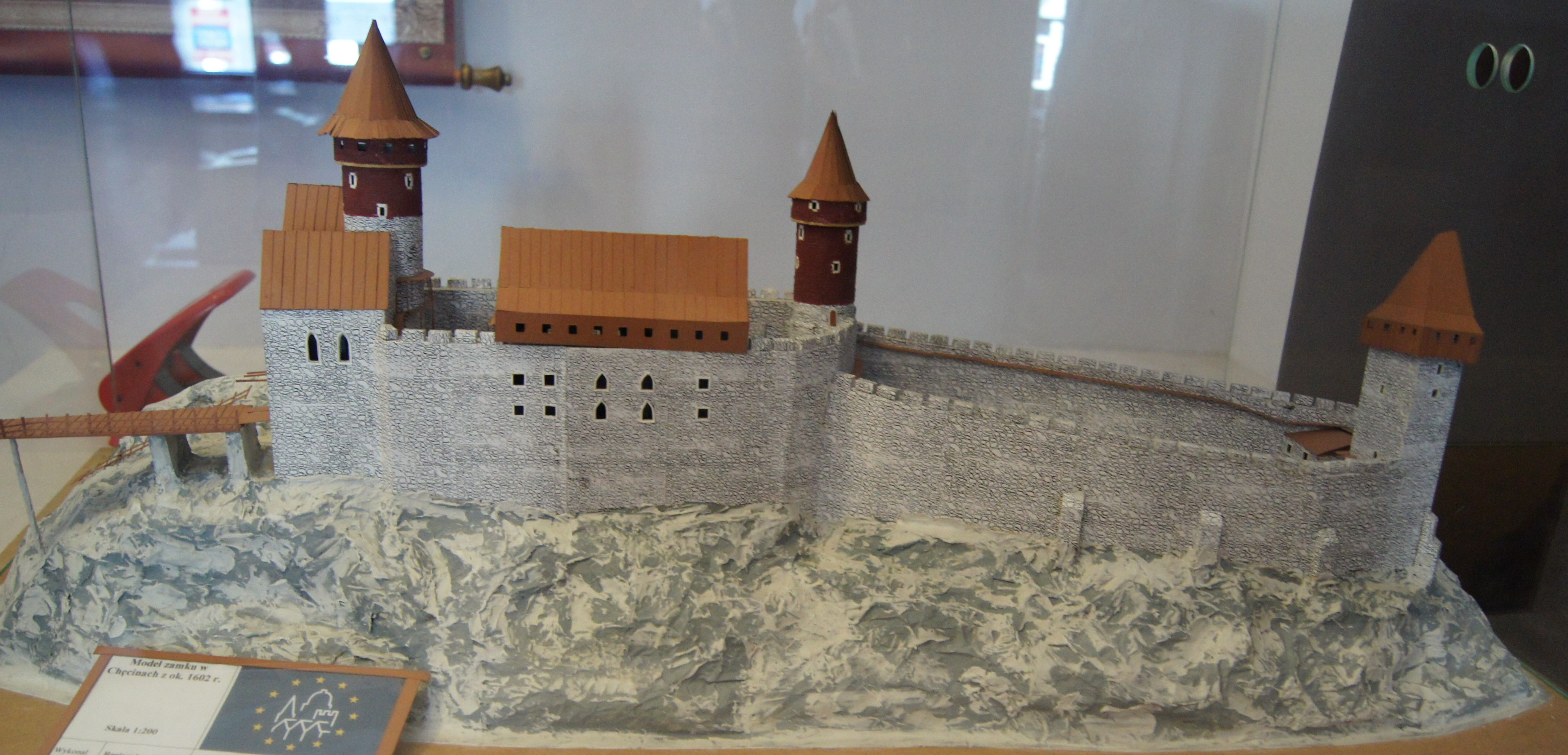
Średniowieczny widok zamku według rekonstrukcji J. Janczykowskiego i D. Czapczyńskiej

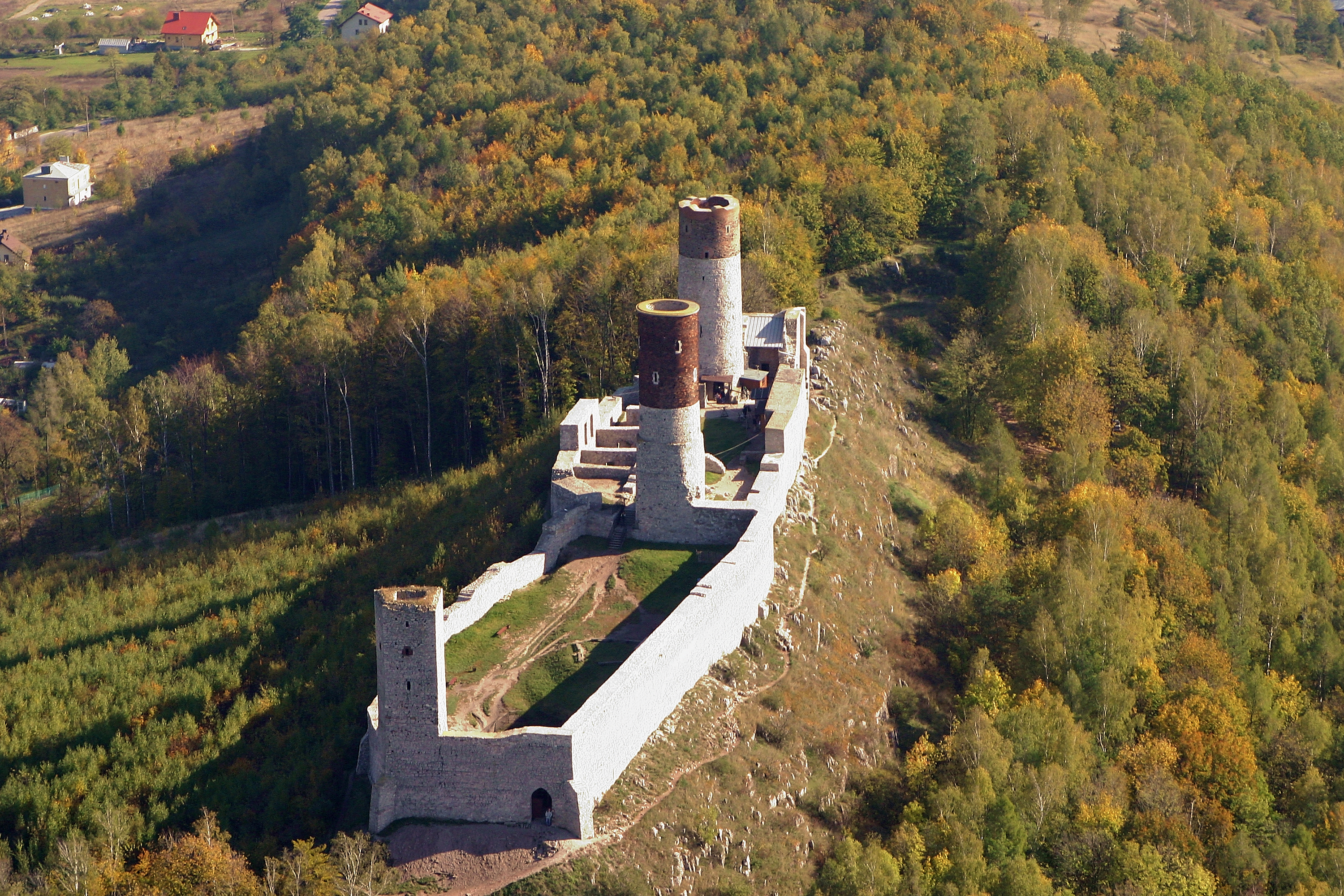
Widok zamku z lotu ptaka w 2013 r.

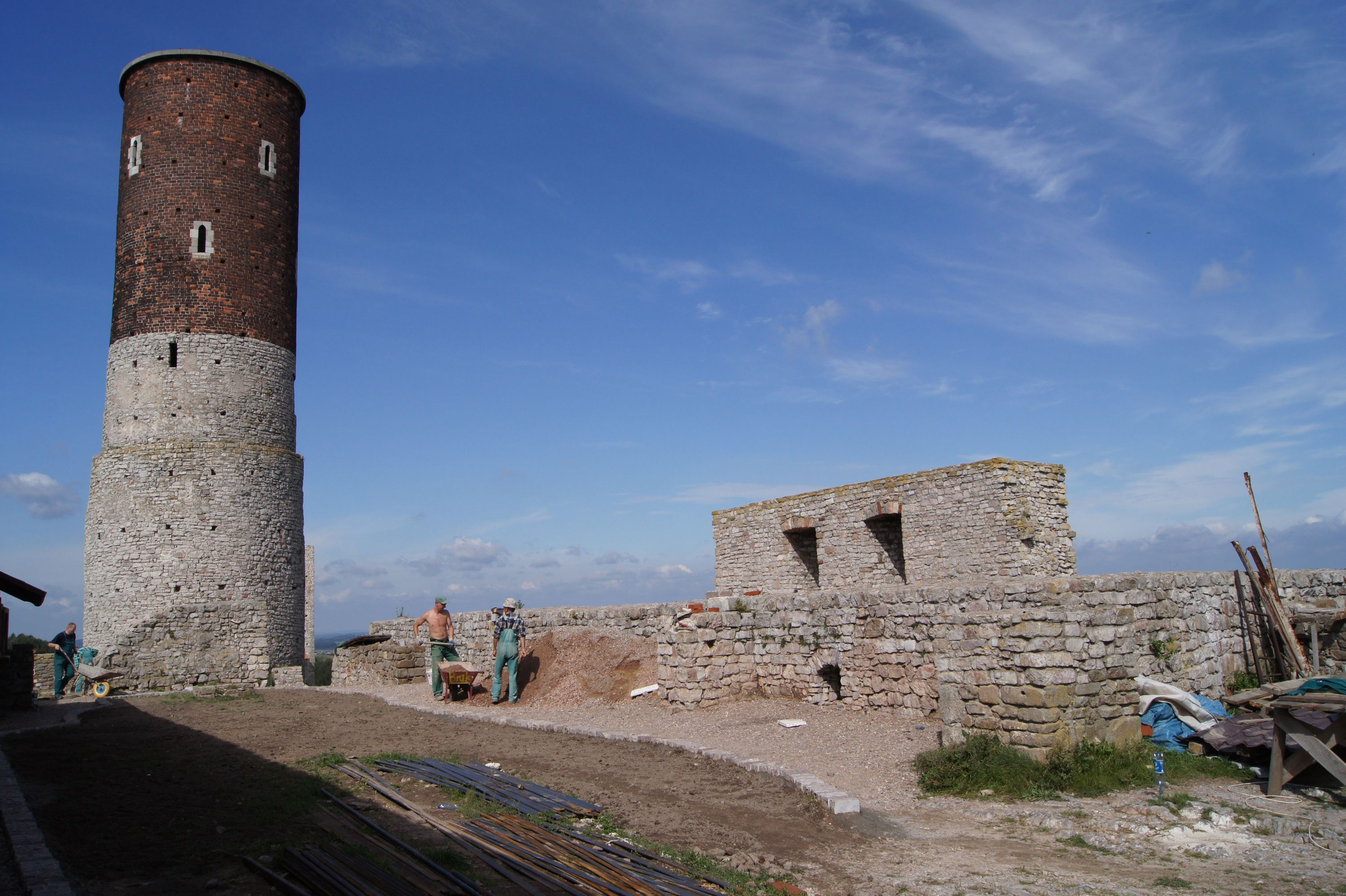
Zamek górny

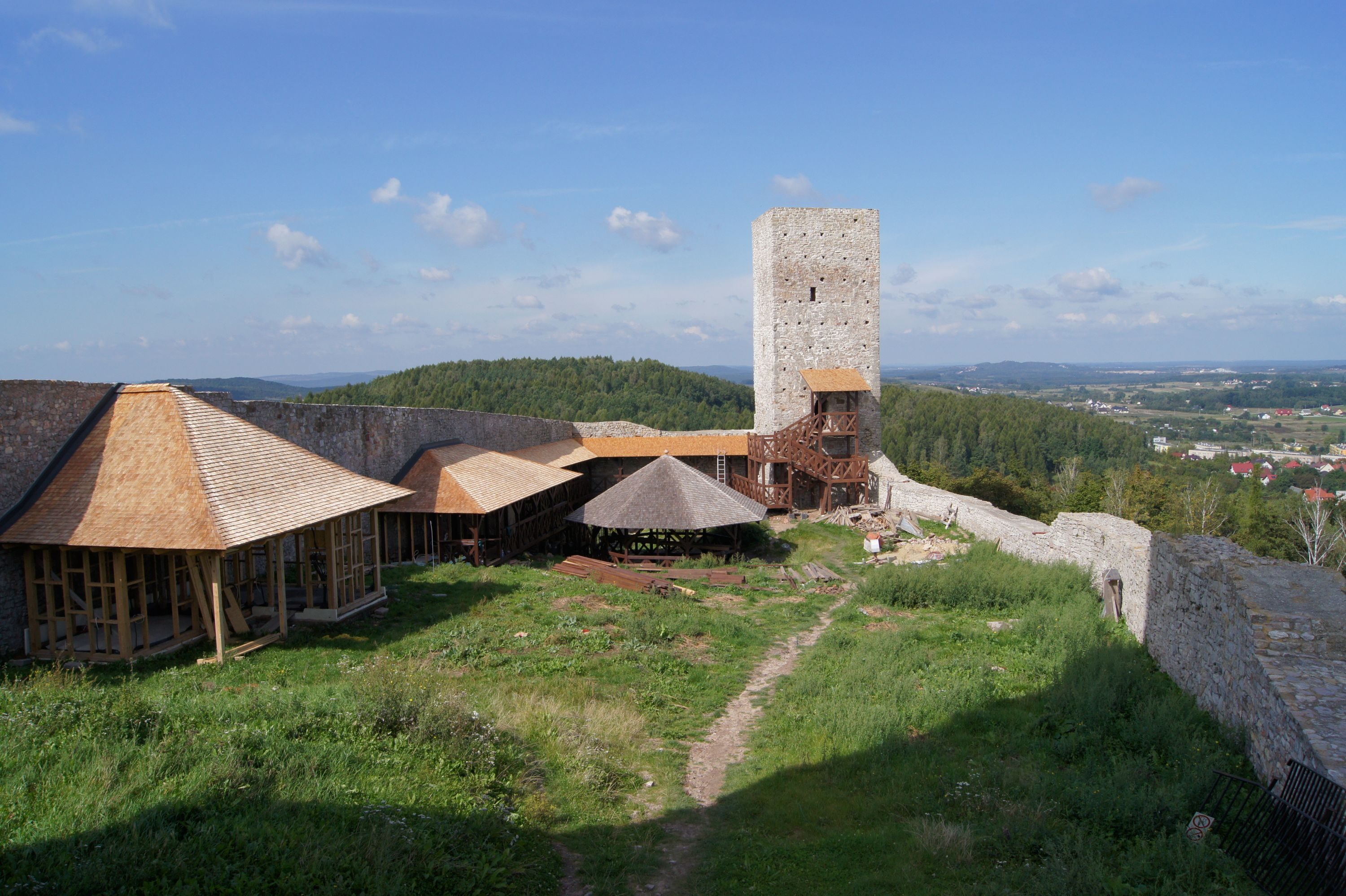
Zamek dolny tzw. Przygródek

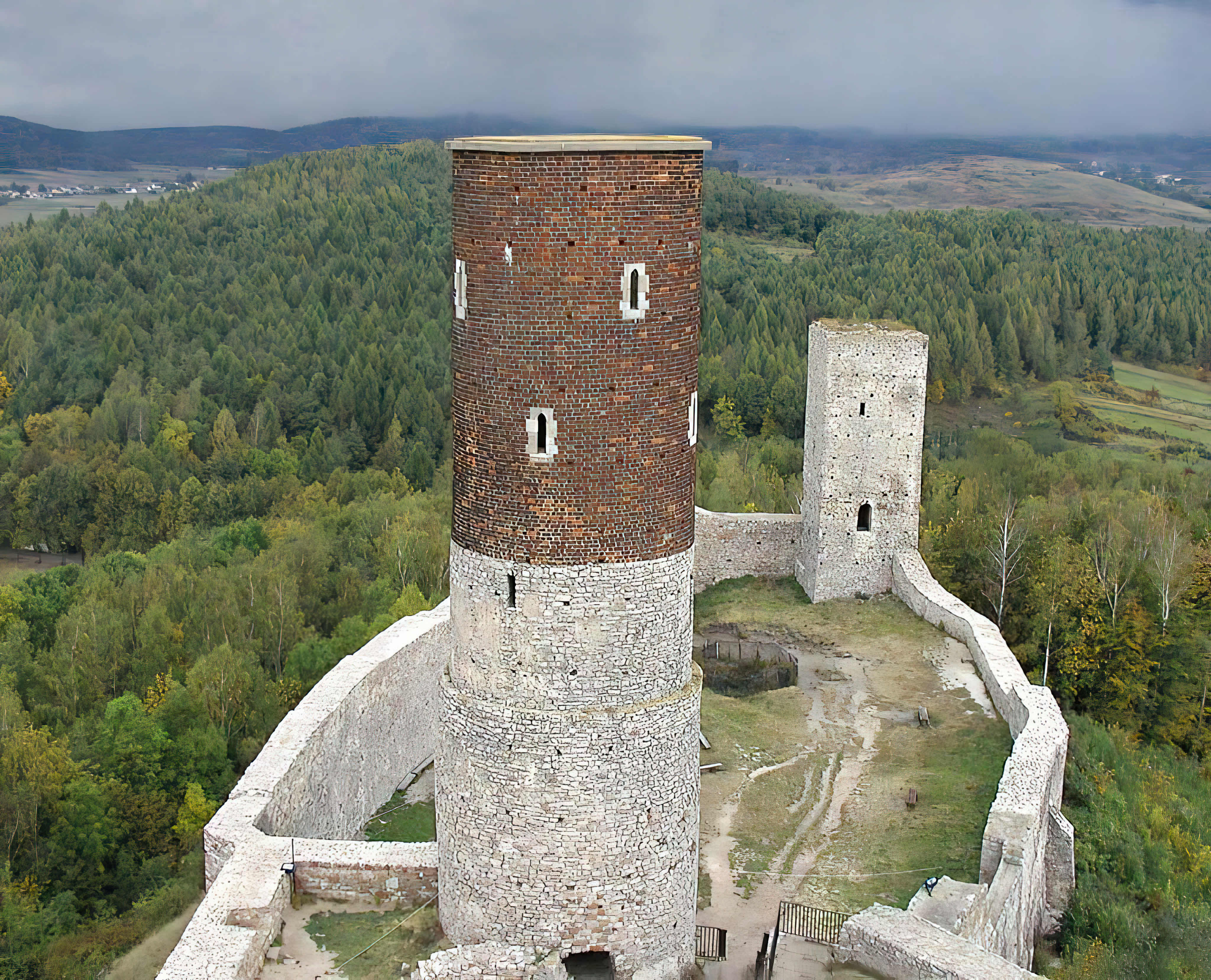
Widok z wieży

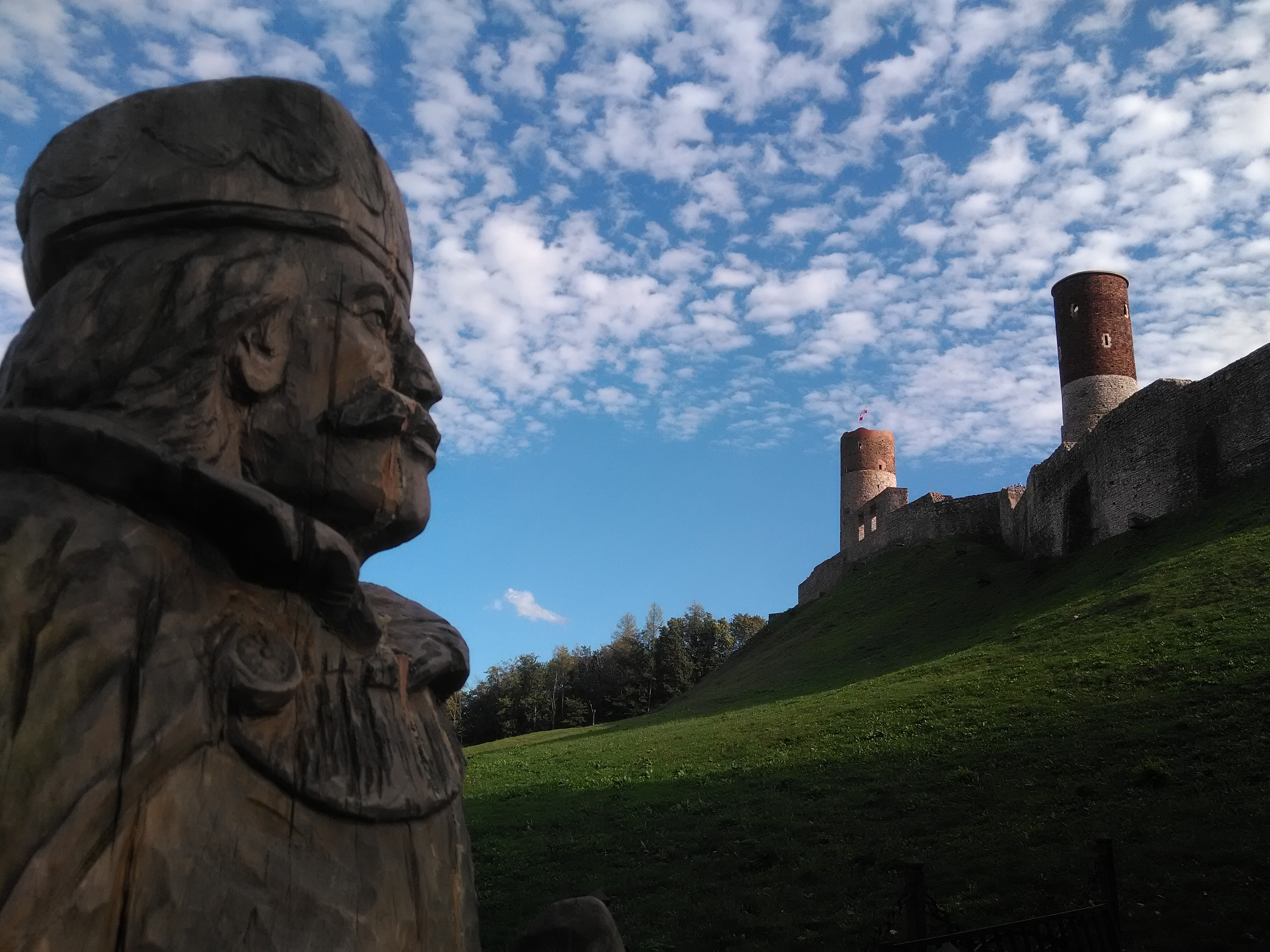
Rzeźba przy „Ścieżce Mnicha”

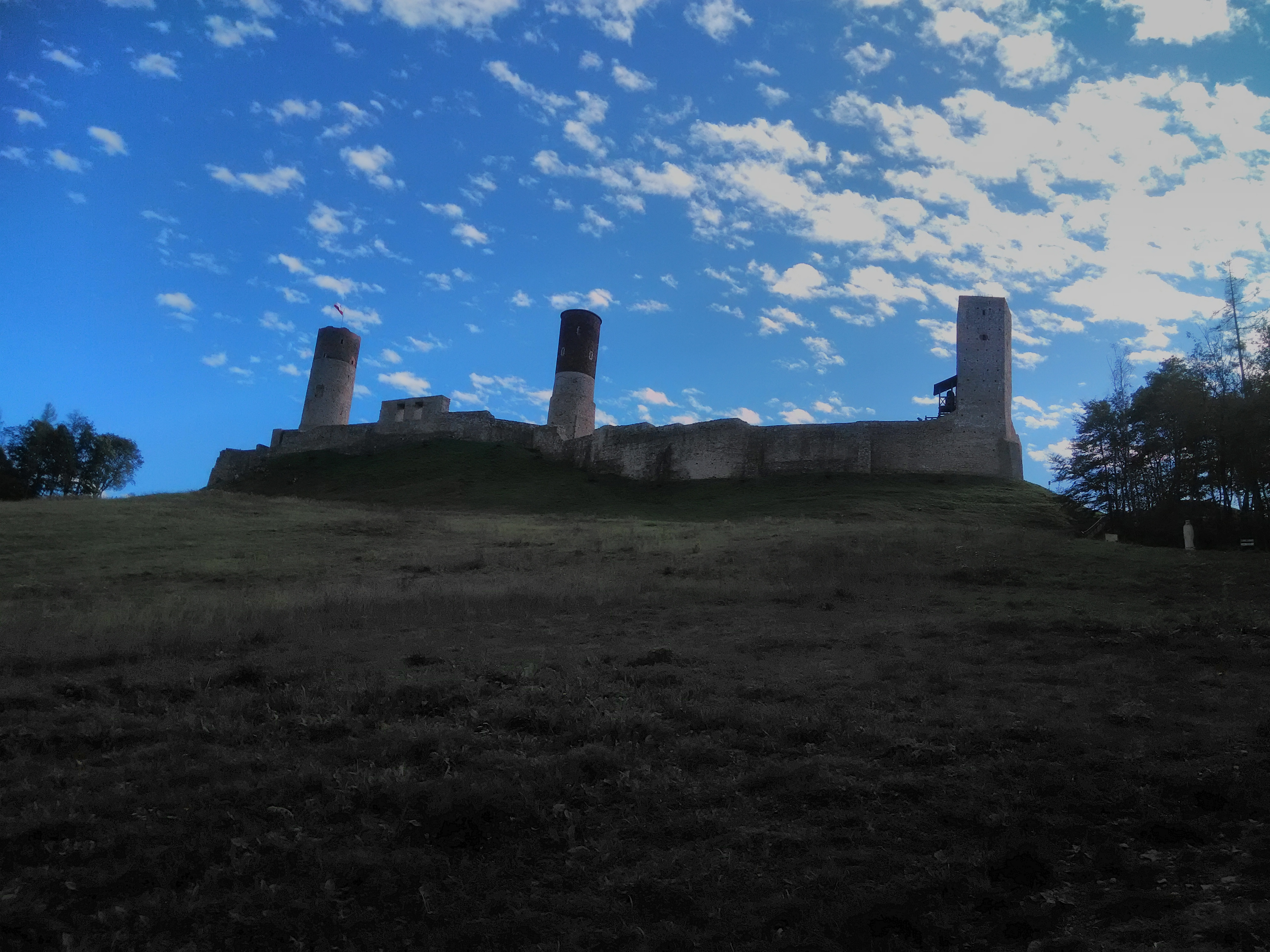
Widok od strony północnej

Zamek w Chęcinach – zamek królewski z przełomu XIII i XIV wieku, górujący nad miejscowością Chęciny, w województwie świętokrzyskim, pod Kielcami.
W pobliżu zamku przechodzi żółty szlak turystyczny im. Juliusza Brauna, Honorowego Członka PTTK, z Wiernej Rzeki do Chęcin.

## Początki warowni
Nie ma wyraźnych danych źródłowych na temat powstania chęcińskiego zamku. Na bazie istniejących dokumentów można domniemywać, że budowę warowni rozpoczęto pod koniec XIII wieku. Jest pewne, że zamek istniał w 1306, kiedy to Władysław Łokietek nadał go biskupowi krakowskiemu, Janowi Muskacie. Rok później, pod pretekstem wykrycia spisku przeciwko władzy królewskiej, cofnął ów przywilej, przejmując tym samym warownię. Łokietek uczynił ją terytorialnym ośrodkiem swej władzy w zakresie gospodarczym, politycznym i militarnym. Przeniósł tu z Małogoszcza administrację rozległych posiadłości książęcych. W Chęcinach w latach 1310, 1318, 1331 i 1333 odbywały się zjazdy możnowładców i rycerstwa małopolskiego oraz wielkopolskiego. Zamek odegrał ważną rolę jako miejsce koncentracji wojsk wyruszających na wojnę z Krzyżakami.
Właśnie z tego miejsca w 1331 roku wyruszono na bitwę pod Płowcami. W 1318, ze względu na niedostępność zamku, zdeponowano tu skarbiec archidiecezji gnieźnieńskiej dla zabezpieczenia przed wrogim zakonem.
Prowadzone od maja do lipca 2013 roku prace archeologiczne pozwoliły rzucić nowe światło na historię zamku. Podczas prac natknięto się na fundamenty nieznanej dotąd wieży. Według archeologa Waldemara Glińskiego jest to najstarszy element zabudowy zamku powstały z inicjatywy króla Polski Wacława II Czeskiego.

## Czasy świetności
Po śmierci Władysława Łokietka pieczę nad warownią objął Kazimierz Wielki. Zamienił on zamek w niezdobytą przez ponad 250 lat królewską fortecę, znacznie go rozbudowując. Między innymi w tym czasie zostały podwyższone kamienne wieże. W Chęcinach rezydowała wówczas druga żona króla – Adelajda. W późniejszych latach zamieszkiwały tu także: siostra Kazimierza Wielkiego – Elżbieta Łokietkówna, żona Władysława Jagiełły – Zofia Holszańska, z synem Władysławem Warneńczykiem oraz żona Zygmunta Starego – Bona. Zamek przez długie lata używany był w charakterze więzienia stanu. Osadzono tu m.in. Andrzeja Wingolda (oskarżonego o podburzanie Rusi przyrodniego brata Władysława Jagiełły), Warcisława z Gotartowic oraz znaczniejszych jeńców schwytanych po grunwaldzkiej wiktorii, między innymi Michała Küchmeistra – późniejszego wielkiego mistrza zakonu krzyżackiego.

## Upadek
W XVI wieku zamek zaczął podupadać. W 1588 sejm zarządził przeniesienie ksiąg ziemskich z warowni do położonego u jej podnóża chęcińskiego kościoła. W 1607, w czasie Rokoszu Zebrzydowskiego fortyfikacje zostały zniszczone, a zabudowania spalone. Zamek na krótko odzyskał dawną świetność po przebudowie zainicjowanej przez starostę chęcińskiego, Stanisława Branickiego, jednak już w latach 1655–1657 został doszczętnie zniszczony najpierw przez Szwedów, a następnie przez szturm oddziałów Rakoczego. Dzieło zniszczenia dokończyła w 1707 kolejna okupacja szwedzka. Wtedy to zamek opuścili ostatni mieszkańcy. Przez następne stulecia średniowieczne mury stanowiły głównie darmowe źródło materiału budowlanego dla miejscowych wieśniaków. Podczas I wojny światowej ucierpiała środkowa wieża zamku, wykorzystywana przez żołnierzy rosyjskich jako punkt obserwacyjny. W czasie II wojny światowej kamienie pozyskane ze wzgórza zamkowego używano do utwardzania okolicznych dróg.

## Odbudowa

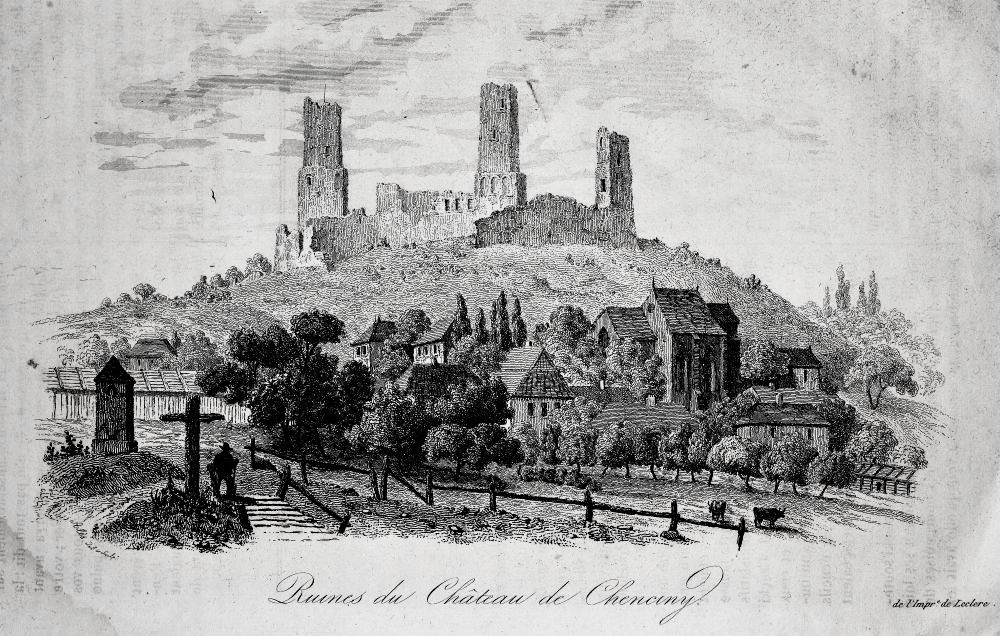
Zamek w Chęcinach w 1835 roku

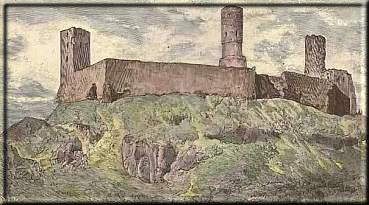
Rysunek Wojciecha Gersona przedstawiający zamek (1882 r.)

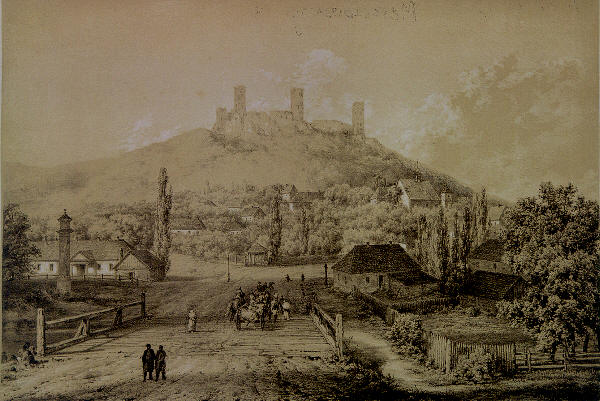
Zamek w Chęcinach na litografii Napoleona Ordy

Pierwsze prace konserwacyjne przeprowadzono już w 1877. Wcześniej, w 1811 Julian Ursyn Niemcewicz w Podróżach historycznych pisał:
Szerokie poły murów z trzema basztami, rozległe we wnętrzu ziemi piwnice, obdarte z dachu, ozdób i marmurów swoich okna i drzwi – to jest wszystko, co pozostało z gmachu... Resztę murów i kolumn zamkowych przedostatni starosta, jak gdyby swoje, podarował podstarościemu.
Losy warowni nie były również obojętne Stefanowi Żeromskiemu, który pisał o Chęcinach w swym Dzienniku z lat 80. XIX wieku, a także Henrykowi Sienkiewiczowi, który opublikował list w sprawie ochrony ruin. W Polsce międzywojennej ogromny wkład w uratowanie zamku wniósł ówczesny burmistrz Chęcin, Edmund Padechowicz. Przeprowadził on, mimo skromnych funduszy, szereg prac zabezpieczających budowlę przed zupełnym zniszczeniem. Po II wojnie światowej odrestaurowano wieże, na jednej z nich urządzając punkt widokowy. Podczas prowadzonych przez ostatnie lata prac adaptacyjno-renowacyjnych budowla została zabezpieczona w formie trwałej ruiny.

## Rewitalizacja
Wiosną 2013 r. rozpoczęła się trwająca do 2015 rewitalizacja zamku. Całkowity koszt inwestycji wynosił 8 143 446,69 zł. Podczas prowadzonych badań archeologicznych odkryto wieżę, która może stanowić najstarszy element zabudowy zamku.

## Architektura

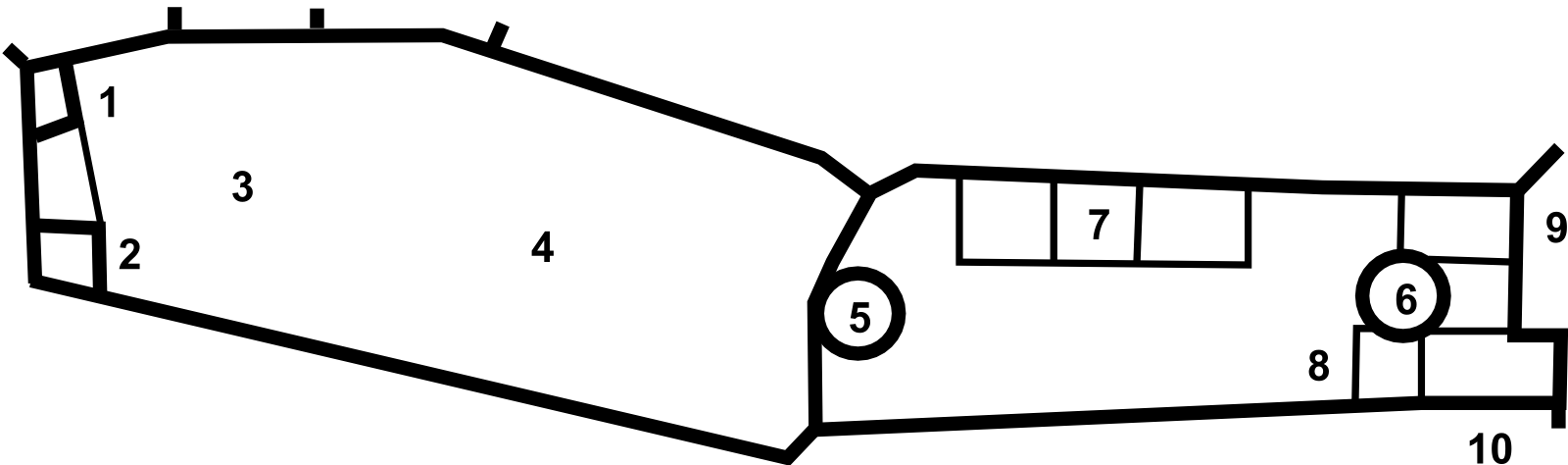
Plan zamku: 1 - Baszta północno-zachodnia; 2 - Brama południowo-zachodnia; 3 - Studnia; 4 - Dziedziniec zamku dolnego; 5 - Zachodnia wieża strażnicza; 6 - Wieża więzienna; 7 - Pozostałości budynku mieszkalnego; 8 - Mur z wnękami; 9 - Główna brama wjazdowa; 10 - Skarbiec i kaplica

Zamek wzniesiony na splantowanej grzędzie, zbudowany z kamienia. Pierwotny zamek powstał na planie nieregularnego wieloboku wykorzystując walory obronne wzgórza wznoszącego się na wysokość 360 m n.p.m. W czasach funkcjonowania zamku, wzgórze zamkowe oraz pobliski teren były regularnie karczowane z wysokopiennej roślinności w tym głównie z drzew dla zachowania wysokiej widoczności i poprawy obronności.
Dziedziniec otaczały wysokie na 9 metrów mury ze strzelnicami i gankiem dla straży. Wyższe piętra wież dobudowane zostały z cegły najprawdopodobniej w XVI wieku. Warownia dzieli się na dwie części:
- zamek górny, położony między dwiema basztami z murem o grubości 2 m;
- zamek dolny tzw. Przygródek, z obszernym dziedzińcem zakończonym skośną, czworokątną basztą z XV wieku i furtką sklepioną w gotycki łuk.

Do wieży wschodniej (obok bramy wjazdowej) przylega dwukondygnacyjny budynek, prawdopodobnie kaplicy zamkowej oraz skarbca. Na wewnętrznym dziedzińcu znajduje się wejście do budynku mieszkalnego składającego się z trzech izb (obecnie pozostały po nich tylko otwory okienne, można też zauważyć resztki ścian poprzecznych i sklepień piwnic). Od strony południowej dziedziniec zamku otoczony jest murem. Wieże są okrągłe, z wejściem na wysokości piętra. Główna brama zamku znajduje się po wschodniej stronie, obok jednej z wież. W dawnych czasach znajdował się tu most zwodzony, zamieniony później na stały. Mury zbudowano głównie z miejscowego szarego wapienia, choć widać tu i partie z piaskowca jasnego i czerwonego oraz z cegły. Główne lochy mieściły się w dole wieży frontowej (przy głównej bramie).
Istnieje tutaj głęboka na ok. 100 m studnia, wykuta w skale, sięgająca prawdopodobnie poniżej poziomu doliny chęcińskiej. Lustracja starostwa chęcińskiego z 1569 mówi m.in.:
Potrzebuje zamek chęciński poprawy, albowiem w niektórych miejscach rysy są szkodliwe, a poprawa z trudnością ma być, póki wody nie będzie na zamku; jakoż studnię łamią w górze twardego marmuru, kosztem niemałym [...]
Ostateczne potwierdzenie hipotezy dostępu do wody wymaga badań archeologiczno-górniczych.
Pośrodku zamkowego dziedzińca znajduje się otwór po studni, wykutej w skale na głębokość 100 m. Prawdopodobnie przez nią i podziemny korytarz prowadzący do chęcińskiego kościoła utrzymywano łączność w czasie oblężenia.

## W kulturze popularnej
- Zespół Play & Mix nakręcił tu teledysk do utworu „Czarodzieje”[3].
- W 2013 r. Zespół Pawkin nakręcił teledysk do utworu „Pomóż mi”. Scenariusz i realizacja teledysku: Andrzej Ostrowski[4].
- Zamek oraz Chęciny stały się plenerem dla filmu w reżyserii Kazimierza Kutza Milczenie z udziałem Zbigniewa Cybulskiego[5].
- W okolicach zamku realizowano pod koniec lat 60. wielkie sceny batalistyczne do filmu Pan Wołodyjowski. Atrakcję turystyczną stanowiła wówczas zbudowana na wschód od ruin filmowa dekoracja – makieta zamku w Kamieńcu Podolskim.
- Andrzej Pilipiuk pod pseudonimem Tomasz Olszakowski, w ramach jednego z tomów kontynuacji przygód Pana Samochodzika umieścił tu akcję książki:
  - Pan Samochodzik i... Zamek w Chęcinach

## Filatelistyka
Poczta Polska wyemitowała 5 marca 1971 znaczek pocztowy przedstawiający chęciński zamek o nominale 20 groszy, w serii Zamki polskie. Druk w technice offsetowej na papierze kredowym. Autorem projektu znaczka był Tadeusz Michaluk. Znaczek pozostawał w obiegu do 31 grudnia 1994.